# Béla Tarr
Dans le nom hongrois Tarr Béla, le nom de famille précède le prénom, mais cet article utilise l’ordre habituel en français Béla Tarr, où le prénom précède le nom.
Pour les articles homonymes, voir Tarr (homonymie).
Ne doit pas être confondu avec Belattar.
Béla Tarr est un réalisateur, scénariste et producteur de cinéma hongrois né le 21 juillet 1955 à Pécs en Hongrie. Il est reconnu comme un auteur original et exigeant, donnant, à travers son cinéma, une expérience singulière de la durée et une vision du monde inédite. Il est l'une des figures majeures du Cinéma contemplatif.
Il a reçu l'Ours d'argent au Festival de Berlin 2011 pour Le Cheval de Turin.

## Biographie
Intéressé à l'art par des parents qui travaillent dans un théâtre, Béla Tarr commence à réaliser des films amateurs à 16 ans. Il continue à se familiariser avec le cinéma en travaillant à la Maison de la Culture et du Divertissement. Son travail lui vaut rapidement l'attention des studios Béla Balázs qui lui offrent la possibilité de mettre en scène son premier long métrage Családi tűzfészek (Nid familial) en 1979, consacré au réalisme socialiste. Ses deux films suivants L'Outsider (Szabadgyalog) en 1981 et Panelkapcsolat (Rapports préfabriqués) en 1982 sont dans la même veine. Entre-temps, Tarr vit de petits métiers et suit des études à l'École supérieure de théâtre et de cinéma de Budapest. Par l'usage de la caméra portée, ses premières œuvres ne s'inscrivent pas dans un mouvement contestataire mais se conçoivent comme des chroniques sans concession sur le quotidien pénible de la Hongrie communiste.
C'est avec une adaptation de Macbeth pour la télévision en 1982 que sa façon de filmer va vraiment changer : le film ne comportant que 2 plans, le premier (avant le générique) de 5 minutes, le second de 67 minutes.
La sensibilité de Tarr porte aussi bien sur les plans très serrés que sur des compositions abstraites ou de longues prises. Au fur et à mesure, il personnalise sa manière de filmer qui se ressentait initialement de l'influence de Miklós Jancsó : durée dilatée, noir et blanc stylisé, mouvements d'appareil complexes, plans séquences sophistiqués, confusion des espaces… Sur le fond, il passe d'une description psychologique et sociale réaliste à une quête métaphysique et allégorique proche d'Andreï Tarkovski. Cependant, Tarr se définit comme athée et sa vision du monde est marquée par un profond pessimisme. Contrairement aux films de Tarkovski où l'espoir d'un ailleurs spirituel est possible, le cinéaste réfute toute idée de grâce salvatrice.

« Les œuvres de Béla ont une démarche organique et contemplative plutôt que tronquée et contemporaine. Elles s'avèrent contempler la vie d'une manière qui est presque impossible à retrouver dans un film moderne ordinaire. Elles sont tellement plus proches des vrais rythmes de la vie qu'il nous semble assister à la naissance d'un nouveau cinéma. Béla Tarr est l'un des rares cinéastes réellement visionnaire. »

— Gus Van Sant,

« Béla Tarr est l'un des artistes les plus audacieux du cinéma. »

— Martin Scorsese
En 1984, sous l'influence de Rainer Werner Fassbinder qu'il vient de découvrir, il tourne Őszi almanach (Almanach d'automne), son dernier film en couleur… En 1987, Damnation (Kárhozat) marque sa première collaboration avec le scénariste et romancier László Krasznahorkai dont les préoccupations mystiques et la représentation cosmogonique influencent ses futures réalisations. Dès lors, le réalisateur radicalise sa démarche artistique : il opacifie le contour de ses personnages et déréalise l'intrigue de ses films, ancrés de prime abord dans un cadre spécifiquement hongrois.
La collaboration avec Krasznahorkai se poursuit : Tarr met sept ans pour adapter le roman de ce dernier, Le Tango de Satan, dont il tire un chef-d'œuvre de 415 minutes. Le film sort en 1994. Malgré les difficultés de production et de distribution, l'œuvre est encensée internationalement. Pour mener à bien la réalisation des Harmonies Werckmeister, sorti en 2000 et également adapté d'un roman de Krasznahorkai ( Mélancolie de la Résistance), il met plusieurs années pour réunir le financement nécessaire et boucler le plan de tournage. Le film, dernière partie du triptyque commencé par Damnation, est acclamé par la critique et connaît un brillant parcours en festivals[réf. souhaitée]. En 2004, il réalise le court-métrage Prologue (Visions of Europe).
En 2003, The Guardian le classe 13e dans la liste des 40 meilleurs réalisateurs contemporains.
Pour la plupart de ses films, Tarr s'entoure de deux fidèles collaborateurs : son épouse pour le travail de script et le montage, et le musicien Mihály Víg (également acteur dans certains de ses films) pour l'ambiance sonore si particulière de ses films.
À partir de 2004, le cinéaste travaille sur un nouveau projet L'Homme de Londres, adapté d'un roman de Georges Simenon. Cependant, le suicide de son producteur Humbert Balsan, en février 2005, retarde considérablement le projet et le tournage démarré à Bastia, en Corse, est achevé à temps pour participer à la compétition du Festival de Cannes 2007.
En février 2011, Tarr présente Le Cheval de Turin (A Torinói ló) à la 61e Berlinale. Cette fable sur la fin du monde y reçoit l'Ours d'argent. Elle est, selon ses propres dires, son ultime réalisation pour plusieurs raisons : il pense que le public ne veut plus de ce cinéma-là et que le processus de production devient de plus en plus difficile en Hongrie,, mais surtout, il a le sentiment d'avoir dit tout ce qu'il avait à dire sur un plan métaphysique et refuse d'entrer dans un processus ennuyeux de répétition.
Béla Tarr est professeur à la Film Akademie de Berlin depuis 1990.
En 2012, il contribue à fonder un cursus doctoral de cinéma, la film.factory, au sein de la Faculté de science et technologie de l’Université de Sarajevo.
En décembre 2016, il préside le jury du 16e Festival international du film de Marrakech.
En 2025 il préside le jury international du 15e Festival international du film de Pékin.

## Filmographie

### Réalisateur

#### Courts métrages
- 1978 : Hotel Magnezit
- 1990 : City Life - segment The Last Boat
- 1995 : Voyage sur la plaine hongroise (Utazás az Alföldön)
- 2004 : Visions of Europe - segment Prologue

#### Longs métrages
- 1979 : Le Nid familial (Családi tűzfészek)
- 1981 : L'Outsider (Szabadgyalog)
- 1982 : Macbeth
- 1982 : Rapports préfabriqués (Panelkapcsolat)
- 1985 : Almanach d'automne (Őszi almanach)
- 1988 : Damnation (Kárhozat)
- 1994 : Le Tango de Satan (Sátántangó)
- 2000 : Les Harmonies Werckmeister (Werckmeister Harmóniák)
- 2007 : L'Homme de Londres (A Londoni férfi)
- 2011 : Le Cheval de Turin (A Torinói ló)

### Producteur
- 2005 : Johanna de Kornel Mundruczo
- 2005 : A halál kilovagolt Perzsiából de Putyi Horvath
- 2007 : Töredék de Gyula Maár

## Distinctions
- 1994 : Prix Caligari au Festival de Berlin pour Le Tango de Satan
- 1994 : Prix de l'Âge d'or pour Le Tango de Satan
- 2000 : Présentation des Harmonies Werckmeister à la Quinzaine des réalisateurs
- 2001 : Prix des lecteurs au Festival de Berlin 2001 pour Les Harmonies Werckmeister
- 2007 : Présentation en compétition officielle pour la Palme d'or du Festival de Cannes de L'Homme de Londres.
- 2011 : Ours d'argent au Festival de Berlin pour Le Cheval de Turin[9].

## Rétrospective
- Béla Tarr, Peter Forgacs : regards sur la Hongrie, Forum des Images, Paris, 4-10 juillet 2001.
- Rétrospective Béla Tarr au centre Pompidou dans le cadre du Festival d'Automne 2011 du 29 novembre 2011 au 2 janvier 2012[9].
- Rétrospective Béla Tarr au Festival Premiers Plans d'Angers 2020.